# 아바차만

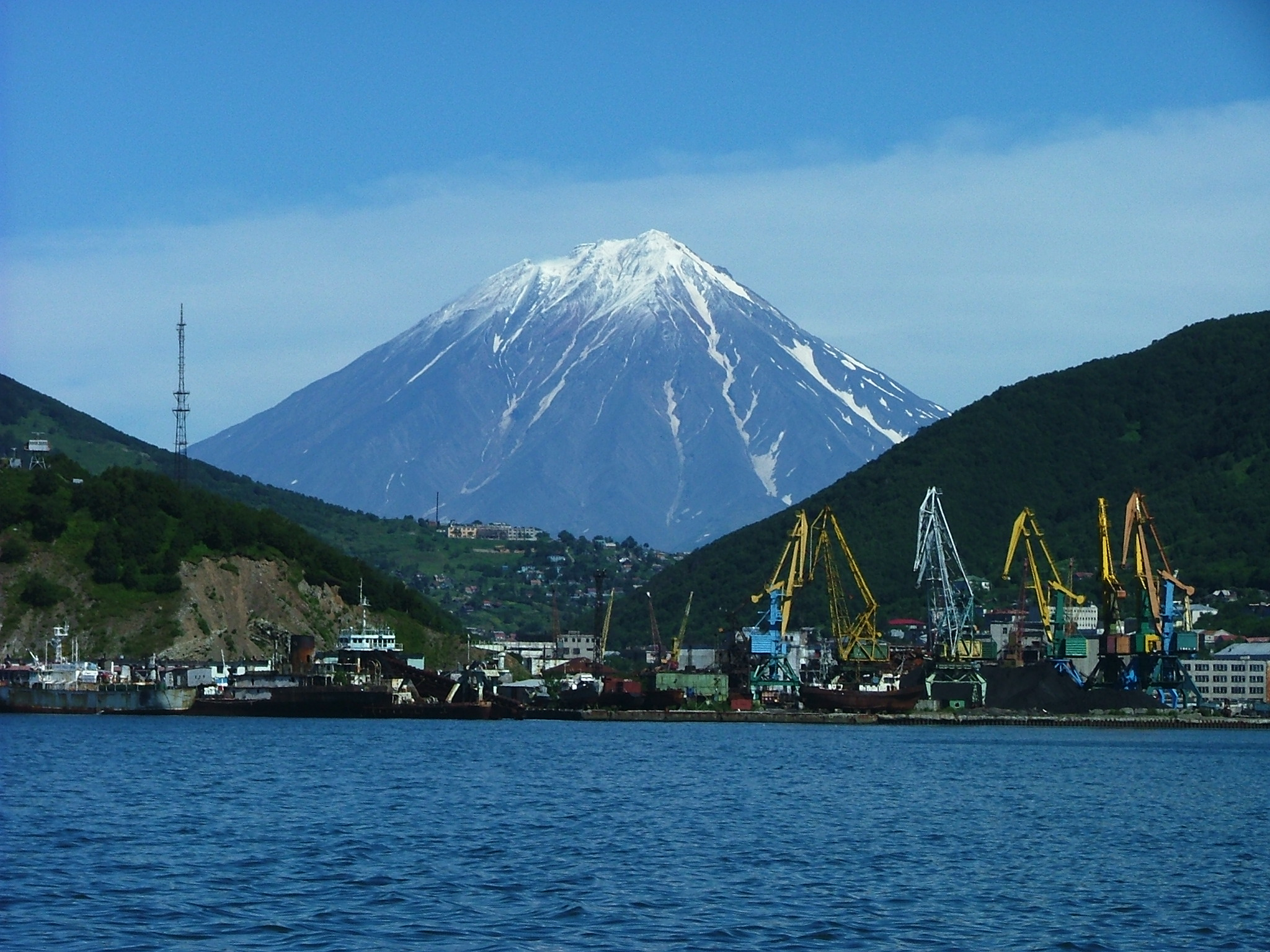
아바차만에서 바라본 페트로파블롭스크캄차츠키항과 콜랴크 화산의 모습

아바차만(러시아어: Авачинская губа)은 캄차카반도 남동부 해안에 태평양과 접해 있는 만이다. 길이는 24 km, 폭은 입구 기준으로 3 km이며 최대 수심은 26 m이다. 전체 면적은 215 km2이다.
아바차강과 파라툰카강이 아바차만으로 흘러 들어간다. 아바차만에는 항구도시인 페트로파블롭스크캄차츠키와 폐쇄 도시인 빌류친스크가 접해 있다. 겨울에는 만이 얼어 입항이 불가능하다.
아바차만은 1729년 비투스 베링이 처음 발견했다. 1830년대에 와서는 러시아 제국 해군 미하일 테벤코프 대령의 주도로 만 전체의 조사 및 측량이 이뤄졌다.
아바차만은 러시아의 북극해 진출의 주된 본거지이기도 하다. 만 내부에는 트리 브라타(세 형제)라 부르는 기암괴석이 유명하다. 더불어 아바차만에서는 모두 선상 화산인 아바차산(해발 2,741 m)과 콜랴크산(해발 3,456 m)을 멀리서 바라볼 수 있다.

## 같이 보기
- 페트로파블롭스크캄차츠키